# Closania
Closania es un género de escarabajos de la familia Leiodidae.

## Especies
Se reconocen las siguientes:
- Closania orghidani
- Closania winkleri